# Водяная Балка (Полтавская область)
Водяная Балка (укр. Водяна Балка) — село,
Водянобалковский сельский совет,
Диканьский район,
Полтавская область,
Украина.
Код КОАТУУ — 5321082601. Население по переписи 2001 года составляло 717 человек.
Является административным центром Водянобалковского сельского совета, в который, кроме того, входят сёла
Горянщина,
Жовтневое,
Кононенки,
Кратова Говтва,
Онацки,
Бородаи и
Харпакова Балка.

## Географическое положение
Село Водяная Балка находится на берегу реки Средняя Говтва (в основном на левом берегу),
выше по течению на расстоянии в 1,5 км расположено село Бородаи,
ниже по течению примыкает село Онацки.

## Экономика
- Молочно-товарная ферма.
- Солоховское производственное управление подземного хранения газа, ГП.
- ЧП «Исида Д».
- «Виктория», ООО.

## Объекты социальной сферы
- Школа.